# Herend
Herend je mesto na Madžarskem, ki upravno spada pod podregijo Veszprémi Županije Veszprém. Znano je predvsem po proizvodnji porcelana (tovarna na sliki).